# Wangyi
Der Stadtbezirk Wangyi (王益区,  Wángyì Qū) ist ein chinesischer Stadtbezirk der bezirksfreien Stadt Tongchuan im Zentrum der Provinz Shaanxi. Er hat eine Fläche von 156,1 Quadratkilometern und zählt 135.298 Einwohner (Stand: Zensus 2020).
In der im Stadtbezirk gelegenen Großgemeinde Huangbao befindet sich der song-zeitlich Porzellanbrennofen Yaozhou, der seit 1988 auf der Liste der Denkmäler der Volksrepublik China steht.

## Administrative Gliederung
Auf Gemeindeebene setzt sich der Stadtbezirk aus vier Straßenvierteln, einer Großgemeinde und zwei Gemeinden zusammen. 